# Лусонски гълъб
Лузонският гълъб (Gallicolumba luzonica) е вид птица от семейство Гълъбови (Columbidae). Видът е почти застрашен от изчезване.

## Разпространение и местообитание
Разпространен е във Филипините.